# 20-та гірська армія (Третій Рейх)
20-та гірська армія (нім. 20. Gebirgs-Armee) — польова армія Німеччини, що діяла в складі Вермахту на крайній півночі в Норвегії та Фінляндії з 22 червня 1942 до кінця Другої світової війни.

## Райони бойових дій
- Фінляндія (22 червня 1942 — грудень 1944);
- Норвегія (грудень 1944 — 8 травня 1945).

## Командування

### Командувачі
- генерал-полковник Едуард Дітль (нім. Eduard Dietl) (22 червня 1942 — 23 червня 1944); (23 червня 1944 загинув в авіакатастрофі)
- генерал-полковник Лотар Рендуліч (нім. Lothar Rendulic) (25 червня 1944 — 21 січня 1945);
- генерал гірсько-піхотних військ Франц Бьоме (нім. Franz Böhme) (21 січня — 8 травня 1945); (узятий у британський полон 9 травня 1945)

## Бойовий склад 20-ї армії
Формування управління, забезпечення та підтримки
- штаб армії (Stab mit Stabstruppen);
- 525-та комендатура тилу (Korück 525);
- 561-ше армійське управління постачання (Armee-Nachschubführer 561);
- 550-й армійський полк зв'язку (Armee-Nachrichten-Regiment 550).
- 463-тє командування армійських частин постачання (Kommandeur der Armee-Nachschub-Truppen 463);
- 4-й кулеметний батальйон (Maschinen-Gewehr-Bataillon 4);
- 13-й кулеметний батальйон (Maschinen-Gewehr-Bataillon 13);
- 14-й кулеметний батальйон (Maschinen-Gewehr-Bataillon 14);
- 901-й загін штурмових катерів (Sturmboot-Kommando 901);
- 57-й батальйон гірських носильників (Gebirgs-Träger-Bataillon 57);
- 537-ма фельдпошта (Feldpostamt 537);
- Головне командування берегової артилерії (Höherer Kommandeur der Heeres-Küsten-Artillerie).

- Норвезький гірський корпус (Gebirgs-Korps Norwegen);
- 36-й гірський корпус (XXXVI. Gebirgs-Korps);
- 18-й гірський корпус (XVIII. Gebirgs-Korps);
- 3-й армійський корпус (Фінляндія) (III. finnisches Armee-Korps).

- Норвезький гірський корпус;
- 36-й гірський корпус;
- 18-й гірський корпус.

- 18-й гірський корпус;
- 19-й гірський корпус (XIX. Gebirgs-Korps);
- 36-й гірський корпус.

- 18-й гірський корпус;
- 19-й гірський корпус;
- 36-й гірський корпус;
- 3-тя піхотна дивізія (Фінляндія);
- 3-тя піхотна бригада (Фінляндія).

- 18-й гірський корпус;
- 19-й гірський корпус;
- 36-й гірський корпус;
- 2-га гірсько-піхотна дивізія (2. Gebirgs-Division).

- 18-й гірський корпус;
- 19-й гірський корпус;
- 36-й гірський корпус.

- 71-й армійський корпус (LXXI. Armee-Korps);
- 18-й гірський корпус;
- 19-й гірський корпус;
- 36-й гірський корпус;
- Танкова бригада «Норвегія» (Radfahr-Aufklärungs-Brigade «Norwegen»);
- Лижня бригада «Фінляндія» (MG-Ski-Brigade «Finnland»).

- 71-й армійський корпус;
- 18-й гірський корпус;
- 19-й гірський корпус;
- 36-й гірський корпус;
- Танкова бригада «Норвегія»;
- Лижня бригада «Фінляндія»;
- 6-та гірська дивізія СС «Норд» (6. SS-Gebirgs-Division «Nord»).

- Армійська група «Нарвік» (Armee-Abteilung Narvik);
- 33-й армійський корпус (XXXIII. Armee-Korps);
- 70-й армійський корпус (LXX. Armee-Korps);
- 71-й армійський корпус;
- 18-й гірський корпус;
- 6-та гірська дивізія СС «Норд».

- Армійська група «Нарвік»;
- 33-й армійський корпус;
- 70-й армійський корпус;
- 71-й армійський корпус;
- 18-й гірський корпус.

- Армійська група «Нарвік»;
- 33-й армійський корпус;
- 70-й армійський корпус;
- 71-й армійський корпус;
- 18-й гірський корпус;
- Танкова бригада «Норвегія»;
- Лижня бригада «Фінляндія».

- Армійська група «Нарвік»;
- 33-й армійський корпус;
- 36-й гірський корпус;
- 70-й армійський корпус.

- Армійська група «Нарвік»;
- 33-й армійський корпус;
- 36-й гірський корпус;
- 70-й армійський корпус;
- 7-ма гірсько-піхотна дивізія (7. Gebirgs-Division).